# عبد الله السلوم
عبد الله سالم عبد الله السلوم باحث اقتصادي ومبادر ومستثمر ومؤلف من الكويت، عرف بمؤلفاته المختصة بالمفاهيم والسياسات الاقتصادية، وبإنشاء تقنيات محاسبية جديدة من نوعها مكرسة للمجال العام كجزء من المسؤولية الاجتماعية.

## بداياته وتعليمه
ولد عبد الله السلوم في 28 أغسطس 1981 في دولة الكويت. حصل على الماجستير في إدارة الأعمال والبكالوريوس في علم الحاسب الآلي من جامعة الخليج للعلوم والتكنولوجيا، كما حصل على شهادة اعتماد في إدارة المشاريع من الأكاديمية الأمريكية للإدارة المالية.

## حياته العملية
بعد عقد من العمل في القطاع الخاص، انضم عبد الله السلوم إلى القطاع العام في عام 2021 كمستشار لوزير التجارة والصناعة، ثم رئيسًا لمركز الدراسات والتطوير الاستراتيجي في وحدة تنظيم التأمين.
قاد عبد الله السلوم عملية التحول الرقمي لآليات الإشراف والرقابة والإدارة من خلال استحداث النظام الرقمي آيروسوفت المعني بالتطبيق الفريد للتكنولوجيا الرقابية والتنظيمية والتأمينية على قطاع التأمين، ما يساند الوحدة لتطبيق أفضل الممارسات لتحقيق العدالة والشفافية والمنافسة ومنع تعارض المصالح في القطاع.

## توجهاته

### جائحة كوفيد–19
في لقاء على ثمانية في مارس 2020، أشار عبد الله السلوم إلى قراءته لكساد اقتصادي في يوليو 2020. وقد جاءت قراءته مبنية على ما دعت له الإجراءات الاحترازية في مواجهة الوباء، والتي أسهمت في خفض معدل الاستهلاك، ما يؤدي إلى تأثر سلبي على الاقتصاد العالمي، وبالتالي ينعكس الأمر بانخفاض الطلب على منتجات الطاقة ومنتجات أخرى. في هذا اللقاء أوضح عبد الله السلوم بأن الاقتصاد العالمي، لا سيما اقتصاد الولايات المتحدة، سينتفع من انخفاض أسعار النفط خلال الجائحة، ولكن الأمر تعارض مع توجه الرئاسة الأمريكية فيما يتعلق بإغراق أسواق النفط.
وفي ما يتعلق باقتصادات الإقليم، والاقتصاد الكويتي على وجه الخصوص، حذر عبد الله السلوم من التوجه لتقديم حزم اقتصادية سخية بحجة أن تلك الحزم لن تكون مجدية من منظور الاقتصاد الكلي. وذلك بسبب اعتقاده بأن القطاع الخاص لا يشكل وزنا مبنيا على الصادرات داخل معادلة إجمالي الناتج المحلي. أما فيما يتعلق بعجز الميزانية الكويتية في 2020، فأوضح بأن الجائحة لم تكن السبب الرئيس لذلك العجز إنما مسرعا له. وأوضح كذلك بأن قانون الدين العام يعد الحل الأمثل في الوقت الحالي فقط في حال تزامن مع قوانين إصلاحات اقتصادية أخرى معنية بتعزيز دور القطاع الخاص في التصدير إلى الخارج.

### الاقتصاد الكويتي
في دراسة قام بنشرها في جريدة القبس الكويتية، وفي لقاءات أخرى، بيّن عبد الله السلوم أن الاقتصاد الكويتي يقاد بواسطة معادلات رياضية تعتمد متغيراتها الأكثر ثقلا على عوامل خارج نطاق الإدارة. كذلك، وضح بأن عوامل تلك المتغيرات تتغيّر بطريقة أسية، مما يؤثر سلبا على الظروف الاقتصادية مستقبلا. وكانت خلاصة التوصيات قائمة على اعتماد معادلة إجمالي الناتج المحلي في القرارات الاقتصادية القادمة لأن تصب في مصلحة المعادلة بشكل مستدام، أي فقط من خلال تحفيز الصادرات أو خفض الواردات أو كلاهما.

### عجز الميزانية الكويتية
في دراسة أخرى قام بنشرها في جريدة كويت تايمز، ختم عبد الله السلوم في أن الهدر المالي والفساد الإداري وعزل عوائد استثمارات الصناديق السيادية وسوء الإدارة الحكومية ليسو أساسا محوريا لقضية عجز الميزانية العامة للدولة، إنما هم نتاج السبب الحقيقي المتأصل في عدم القدرة على حل القضية الأساسية في مستوى الاقتصاد الكلي من خلال تحويل اقتصاد الدولة إلى اقتصاد يقاد بواسطة قطاع خاص معتمد اعتمادا كليا على صادرات خارجية.

### رؤية الكويت 2035
يرى عبد الله السلوم بأن رؤية الكويت 2035 لم تتبع المعايير الدنيا لمفهوم التنمية المستدامة، بمنطق يستند إلى اتباع الرؤية لمنهجية غير كافية في آلية تحديد أهدافها. فبتلك المنهجية أصبحت الرؤية قائمة على أهداف لمشاريع عملاقة وأخرى كبيرة تم التخطيط لتنفيذها مسبقا. وعليه، فإن تحقيق الرؤية لن يتطلب إلى أي آلية تطبيق فعلية تتجاوز عملية الانتظار.

### رؤية السعودية 2030
على عكس تفنيده لرؤية الكويت 2035، يعتقد عبد الله السلوم بأن رؤية السعودية 2030 اتبعت معايير مقبولة لمفهوم رؤية التنمية المستدامة. وما لهذا الاعتقاد إلا أن تزامن مع دفاع عن جزء كبير من استراتيجيات تلك الرؤية بواسطة كتاب من ستة فصول. والسبب وراء تركيز عبد الله السلوم على الاقتصاد السعودي هو اعتقاده بأن اقتصاد الكويت، حينما يصبح مستداما، سيكون على علاقة وثيقة ومرتبطة بأقرب أكبر اقتصاد بالإقليم، وهو الاقتصاد السعودي.

### اقتصاد متنوع
يرى عبد الله السلوم بأن اتباع توصيات نظريات الاقتصاد الكلي يعد الحل الأمثل لنقل اقتصادات دول مجلس التعاون الخليجي من الاقتصاد القائم على النفط إلى الاقتصاد المتنوع. ونظرا لتمتع دول مجلس التعاون الخليجي، فيما عدا الكويت، بمركزية آلية اتخاذ القرار، فإن اتباع تلك التوصيات بشكل مباشر يمكن القيام به بشكل مجدي ومؤثر. أما بالنسبة لدولة الكويت، وبسبب آليات اتخاذ القرار المنفصلة والناتجة عن الديمقراطية، فإن اتباع تلك التوصيات لإصلاح اقتصادي مجدي يتطلب إصلاحا سياسيا مسبقا.

### قانون التقاعد المبكر
على الرغم من 90% من التوافق الحكومي النيابي حول مقترح قانون التقاعد المبكر، فإن عبد الله السلوم يرى بأن هذا المقترح يجب عدم اعتباره إلا إن كانت هناك عوائد سياسية تفوق قيمتها قيمة الأضرار الاقتصادية الناتجة عن إقرار القانون الذي سيعجل من مواجهة المؤسسة العامة للتأمينات الإجتماعية للعجز الاكتواري المتوقع في 2067 دون إقرار القانون، الأمر الذي يصنع من المؤسسة كيانا أقل اعتمادا على ذاته وأكثر اتكالا على خزينة الدولة لتمويل عجزه. ينصح عبد الله السلوم بأن حضور الأرقام الاكتوارية في اللجان البرلمانية يسد فجوة الإدراك بين السلطتين، الحكومية والبرلمانية. كما ينصح بأنه لا يجب على قصور الإدارة المالية في المؤسسات الحكومية أن يكون حجة لإقرار قوانين مماثلة، بما فيها اسقاط القروض. فعلى التشريعات أن تلتفت إلى ذلك القصور عوضا عن ذلك.

### مبادرة الحزام والطريق
في مقابلة مع شينخوا، صرح عبد الله السلوم أن مبادرة الحزام والطريق يمكن أن تساعد في خلق فرص العمل، وزيادة صافي الصادرات، وجذب المزيد من الاستثمارات الأجنبية، والتي في نهاية الأمر تزيد من إجمالي الناتج المحلي. في المقابلة أيضا ذكر أن الصين لديها الخبرة والقوى العاملة ومكونات الإنتاج الصناعي واللوجستي، التي تتوق إلى دخول أسواق أو إنشاء أسواق جديد. أما الكويت، في الناحية الأخرى، حسب رأيه، لها موقع ريادي يمكن استخدامه لخلق مصالح متبادلة لكلا البلدين. بذلك، فإنه يرى أن التعاون مع الصين سيكون له تأثير إيجابي على التطور في الكويت ويؤدي إلى أن تكون أكثر انكشافا على التجارة العالمية ويحث على إصدار تشريعات لتسهيل التجارة الدولية.

### التعريفات الجمركية الأمريكية الصينية
في مقابلة أخرى مع شينخوا، أظهر عبد الله السلوم تصوره للصين في التغلب على أزمة الرسوم الجمركية، حيث لم تعد منتجاتها ترى عالميا على أنها من الدرجة الثانية، وهو ما يمكن تبريره باستفادة الصين لخبراتها وتعزيز البحث والتطوير. طرح عبد الله السلوم شركة آبل كمثال، وخاصة حينما تقوم الشركة بتسويق منتجاتها على أنها صممت في كاليفورنا وتم تجميعها في الصين.

## ندوات
- الميزانية العامة للدولة، بين العجز وسوء الإدارة – المنعقدة في جمعية المحامين الكويتية في 20 يناير 2020. المتحدثون:[33][34]
  - ابراهيم الحمود، أستاذ القانون في كلية الحقوق، جامعة الكويت.
  - أحمد المليفي، وزير سابق، الكويت.
  - مهلهل المضف، رئيس الجمعية الكويتية للدفاع عن المال العام.
  - عبد الله السلوم، باحث في الشؤون الاقتصادية، الكويت.
- المناظرة الاقتصادية في ملتقى دسمان المنعقد في 23 فبراير 2019 في كولورادو سبرنغز، كولورادو، الولايات المتحدة الأمريكية، والذي تم تنظيمه من قبل الاتحاد الوطني لطلبة الكويت – فرع الولايات المتحدة. المتحدثون:[35]
  - داود معرفي، رئيس مجلس إدارة الجمعية الكويتية للمشاريع المتوسطة والصغيرة.
  - عبد الله السلوم، باحث في الشؤون الاقتصادية، الكويت.
- التبعات الاكتوارية لخفض سن التقاعد – ندوة مقترح قانون التقاعد المبكر، الجمعية الاقتصادية الكويتية في 6 يناير 2019. المتحدثون:[27][28][29][36]
  - نايف الحجرف، وزير المالية، الكويت.
  - صلاح خورشيد، عضو مجلس الأمة، الكويت.
  - عبد الله السلوم، باحث في الشؤون الاقتصادية، الكويت.
- العملات المشفرة في حقبة المال الورقي – المؤتمر الاقتصادي في احتفالات بنك الرياض لتدشين المصرفية الماسية:[37]
  - 18 أبريل 2018: ريتز كارلتون، جدة، المملكة العربية السعودية
  - 25 أبريل 2018: شيراتون، الدمام، المملكة العربية السعودية
  - 30 أبريل 2018: برج الفيصلية، الرياض، المملكة العربية السعودية

## مؤلفاته

### كتب
- سلطان نجد (عنوان فرعي: الحكم المناصر لعدالة توزيع الثروة) (ردمك 978-1732537569): هي رواية اقتصادية سياسية في حقبة الدولة الأخيضرية، تسرد سلسلة من الأحداث التي كشفت للحكم ما كان خافيا، لا على صعيد بيت المال وحسب، إنما على صعيد السياسة الداخلية والخارجية للدولة، الأمر الذي أدى إلى ظهور مخططات إصلاحية على مستوى الاقتصاد الكلي لتكون معنية بتعزيز الاستدامة الاقتصادية والسياسية للدولة.[38][39][40][41] تصدرت الرواية المركز الثالث في قائمة كتب الأدب والخيال العربية الأكثر مبيعا على موقع أمازون.[42]

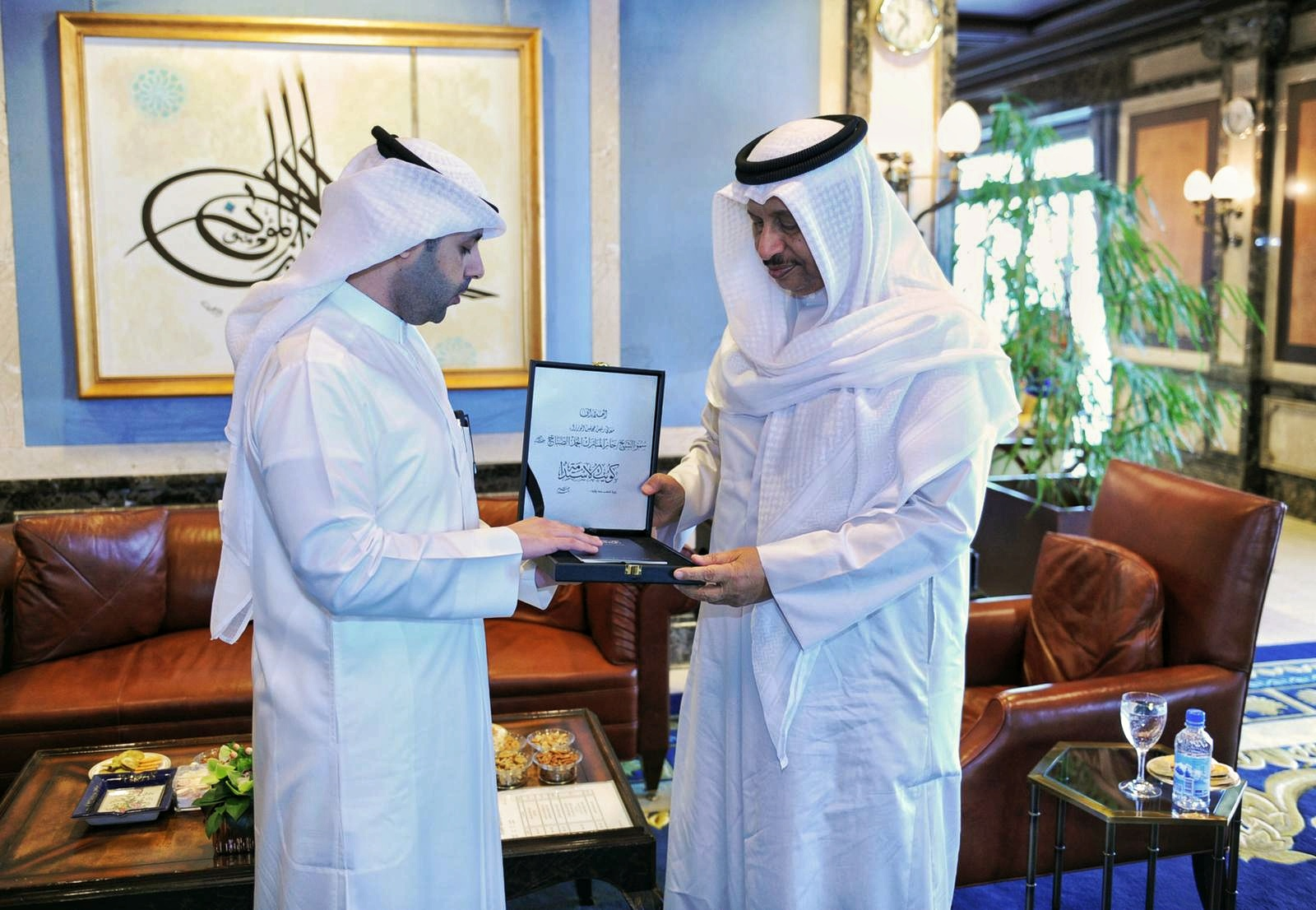
السلوم يقدم رؤية كويت الإستدامة إلى معالي رئيس مجلس الوزراء الشيخ جابر المبارك الصباح

- كويت الاستدامة (عنوان فرعي: رؤية شعب، منه وإليه) (ردمك 978-1732537538): هو كتاب ذو طابع سياسي اقتصادي علمي، يسلط الضوء على الاقتصاد الكويتي بشكل خاص، هادفا إلى توضيح مفهوم الرؤية الاقتصادية السليمة، والمتمثل بهيئة حلول جذرية تستهدف قضايا الاقتصاد الكلي للدولة. في هذا الكتاب تطرق المؤلف لتوضيح الاختلاف بين الاقتصاد الكلي والجزئي، موضحا بأنه لايمكن اتخاذ إصلاحات قضايا الاقتصاد الجزئي وسيلة لغاية تحويل الاقتصاد الكلي إلى اقتصاد مستدام. يذكر بأن الكتاب من تقديم أستاذ العلوم السياسية في جامعة الكويت أ. د. غانم النجار، وأستاذ الدراسات الإسلامية في الهيئة العامة للتعليم التطبيقي والتدريب د.علي السند، والباحث التاريخي والمحلل السياسي أ.محمد اليوسفي.[1][2][43][44][45][46]

- مملكة الرؤية (عنوان فرعي: بين مصارع الريعية والاستدامة) (ردمك 978-0692144862): هو كتاب اقتصادي، يوضح وبشكل مكثف رؤية المملكة العربية السعودية 2030، ويربط آلية عملها بنظريات الاقتصاد الكلي.[1][47] تصدر الكتاب قائمة الكتب الأكثر مبيعا على جملون، كما تصدر قائمة الكتب العربية الأكثر مبيعا على أمازون.[2][48]

- مال جبال السكينة (عنوان فرعي: النظام المالي بين حقبتي الامتنان وما بعد الزفتينار) (ردمك 978-9996617980): هي رواية اقتصادية سياسية، تسرد تاريخ النظام المالي بواقع افتراضي، وتصدرت قائمة الكتب الأكثر مبيعا على جملون.[1][4][9][49][50]

### دراسات
- الحقيقة وراء عجوزات الميزانية العامة لدولة الكويت – (فبراير 2020) كويت تايمز
- الاقتصاد الكويتي تحت وطأة متغيرات خارج نطاق الإدارة – (أغسطس 2019) القبس الكويتية

### مقالات
- هل نظر «البرنامج الحكومي» في مكمن الخلل الحقيقي؟ – (ديسمبر 2020) القبس الكويتية
- الدينار الكويتي، إلى أين – (أكتوبر 2020) ثمانية للنشر
- هذه أسباب فوارق السخاء في «حزم التحفيز» – (سبتمبر 2020) القبس الكويتية
- الرفاه بين مصارع حقب المال الورقي – (سبتمبر 2020) ثمانية للنشر
- الاقتصاد على مشارف مرحلة اللاعودة – (أغسطس 2020) القبس الكويتية
- طريق الكساد أقرب.. والفضل لـ «أوبك+»! – (أبريل 2020) القبس الكويتية
- لا مفر من قانون الدين العام.. ولكن! – (أبريل 2020) القبس الكويتية
- «نزاهة».. ومذكرة التفاهم مع مصر! – (ديسمبر 2019) القبس الكويتية
- سلسلة كويت الاستدامة: رؤية كويت الاستدامة – (ديسمبر 2019) القبس الكويتية
- نعيب زماننا والعيب فينا – (ديسمبر 2019) القبس الكويتية
- سلسلة كويت الاستدامة: مفهوم الرؤية – (ديسمبر 2019) القبس الكويتية
- سلسلة كويت الاستدامة: نقطة التحول 2 – (نوفمبر 2019) القبس الكويتية
- سلسلة كويت الاستدامة: نقطة التحول 1 – (نوفمبر 2019) القبس الكويتية
- سلسلة كويت الاستدامة: الإدارة في الاقتصاد الريعي 2 – (نوفمبر 2019) القبس الكويتية
- سلسلة كويت الاستدامة: الإدارة في الاقتصاد الريعي 1 – (نوفمبر 2019) القبس الكويتية
- لله درك يا شمال الزور الأولى – (أكتوبر 2019) القبس الكويتية
- سلسلة كويت الاستدامة: المجتمع في الاقتصاد الريعي 2 – (أكتوبر 2019) القبس الكويتية
- سلسلة كويت الاستدامة: المجتمع في الاقتصاد الريعي 1 – (أكتوبر 2019) القبس الكويتية
- سلسلة كويت الاستدامة: لحظة الإدراك – (سبتمبر 2019) القبس الكويتية
- سلسلة كويت الاستدامة: مقدمة – (سبتمبر 2019) القبس الكويتية
- دواؤنا فينا وما نبصر.. وداؤنا منا وما نشعر – (سبتمبر 2019) القبس الكويتية
- التقاعد المبكر لا يجوز فنياً! – (يناير 2019) الجريدة الكويتية
- إسقاط القروض... و«كأنك يا بوزيد ما غزيت»! – (ديسمبر 2018) الجريدة الكويتية
- بين ندرة المسكن و«هريس خالتي حصة»... تطول الحكاية! – (ديسمبر 2018) الجريدة الكويتية
- الديمقراطية السياسية والاقتصاد الريعي لا يجتمعان! – (ديسمبر 2018) الجريدة الكويتية
- لا استدامة دون صادرات القطاع الخاص – (نوفمبر 2018) الجريدة الكويتية
- فارس الدستور... بيدق اللعبة – (نوفمبر 2018) الجريدة الكويتية
- أرامكو والاستدانة لإعادة الشراء – (فبراير 2018) ألفابيتا أرقام
- دعم ريادة الأعمال.. ما زال ريعيا – (فبراير 2018) ألفابيتا أرقام
- الندرة في مالنا المعاصر .. والافتراضي – (يناير 2018) ألفابيتا أرقام
- ريبل: أعلى عائد استثماري في 2017 – (يناير 2018) أخبار ألفكسو
- بتكوين .. إلى أين؟ – (ديسمبر 2017) أخبار ألفكسو
- ميزانية المملكة 2017-2018 – (ديسمبر 2017) ألفابيتا أرقام
- مكافحة الفساد في معادلة إدراج أرامكو السعودية – (نوفمبر 2017) أخبار ألفكسو
- نيوم، سنغافورة البحر الأحمر – (أكتوبر 2017) أخبار ألفكسو
- صفقة بيتك والأهلي المتحد – (أكتوبر 2017) ألفابيتا أرقام
- انعدام الريعية لا يعني الاستدامة – (أكتوبر 2017) ألفابيتا أرقام
- خفض سن التقاعد، اكتواريا – (سبتمبر 2017) ألفابيتا أرقام
- عدم التوازن الحجمي في المشاريع الإلكترونية – (سبتمبر 2017) ألفابيتا أرقام
- الذكاء الصناعي والقرارات المالية – (سبتمبر 2017) ألفابيتا أرقام
- إدراج أرامكو وقانون جاستا – (سبتمبر 2017) ألفابيتا أرقام
- ألهتنا معايير الثمنية وهمشنا عللها – (أغسطس 2017) القبس الكويتية
- التمويل الإسلامي وداعش – (يوليو 2017) القبس الكويتية
- جسر متذبذب – (يوليو 2017) القبس الكويتية
- طبق الخميس والتحليل الفني – (يونيو 2017) القبس الكويتية
- استدامة الهريس والدارسين الاكتواري – (يونيو 2017) القبس الكويتية
- شبابنا والصناديق السيادية – (يونيو 2017) القبس الكويتية
- أخ تمرد – (يونيو 2017) القبس الكويتية
- معاليك.. لا تتعذر لنا بعذر غيرنا! – (مايو 2017) القبس الكويتية
- ظُلم الوزير! – (مايو 2017) القبس الكويتية
- المواطن ليس أحق من الوافد في خيرات البلد – (أبريل 2017) القبس الكويتية
- الأنظمة المالية والفلسفة الاقتصادية – (أبريل 2017) القبس الكويتية
- سانتياغو واستثمارات صناديقنا السيادية – (مارس 2017) القبس الكويتية
- زيادة الرسوم على الوافدين وكيف نبني بيئة تجارية تنافسية مستدامة؟ – (مارس 2017) الجريدة الكويتية
- تقييم أرامكو السعودية – (مارس 2017) القبس الكويتية وإيلاف الإلكترونية
- رؤيتنا ورؤيتهم – (فبراير 2017) القبس الكويتية

## ضمّن
أسس عبد الله السلوم نظام ضمن، وهو نظام ذكي لإدارة الحملات الانتخابية لمرشحي انتخابات مجلس الأمة أو المجلس البلدي أو مجالس إدارات الجمعيات التعاونية. جاء في التقارير الإخبارية والمقابلات أن هذا النظام يعد الأول من نوعه في اعتبار منهجيات الأنظمة المنفصلة.

## تقنيات محاسبية

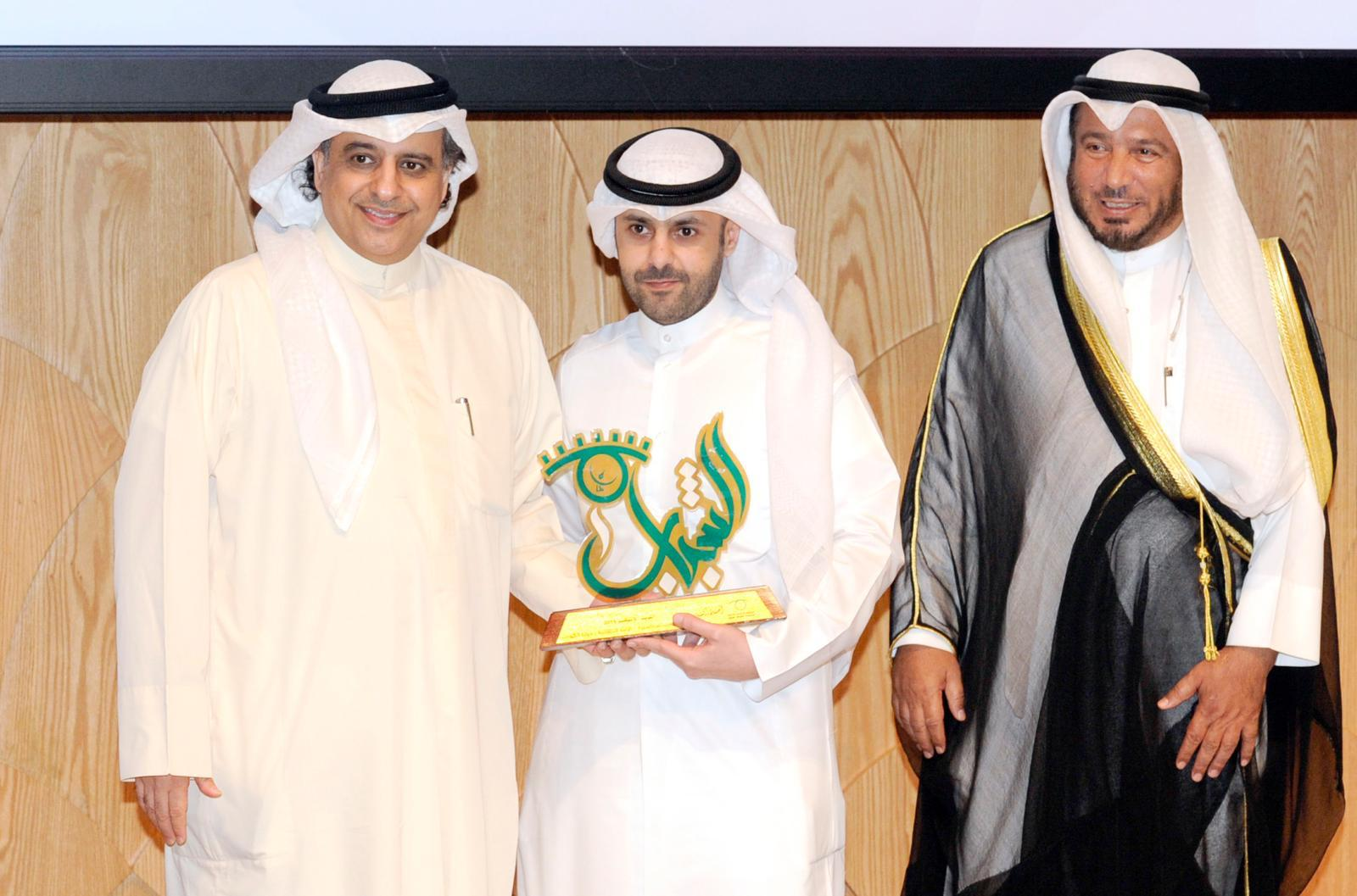
السلوم يستلم جائزة مبادرات الشباب التطوعية والإنسانية. يظهر د. عبدالله المعتوق، مستشار أمير دولة الكويت وماضي الخميس الأمين العام للملتقى الإعلامي العربي.

قام عبد الله السلوم ببرمجة تقنيات محاسبية بلغة مفتوحة المصدر بترخيص يسمح بتطويرها وإعادة نشرها، متوفرة للمبادرين ورواد الأعمال والمستهلكين – مكرسة للمجال العام – بالمجان كجزء من المسؤولية الإجتماعية، وتتضمن تقنية دراسة جدوى بجميع تفرعاتها (إدارية، فنية، اقتصادية، سوقية، تسويقية) وتقنية ترشيد إنفاق شخصي للإدخار أو سد الديون؛ داعمة لعملات البلدان العربية والعملات العالمية الأكثر تداولا. توسعت تلك التقنيات لتقوم بتحديد قيمة المشاريع التجارية القائمة بغرض الاستحواذ أو البيع للحصول على مخرجات تفاوضية أكثر كفاءة. قام السلوم بتوفير ورش عمل مجانية تساهم في تحسين استخدام تلك التقنيات والحصول من خلالها على نتائج أكثر واقعية.
في نوفمبر 2019، حصل عبد الله السلوم بصفته مؤلفا لهذه التقنيات المحاسبية على جائزة مبادرات الشباب التطوعية والإنسانية ضمن 15 مبادرة تطوعية وإنسانية من بين 620 مبادرة مشاركة من 16 دولة عربية.

## جوائز
- جائزة مبادرات الشباب التطوعية والإنسانية[55][56][57][58]